# Миљан Прљета
Миљан Прљета (Мостар, 6. маја 1980) српски је позоришни, телевизијски, филмски и гласовни глумац.

## Биографија
Миљан Прљета је рођен у Мостару, 6. маја 1980, а глуму је дипломирао на Академији уметности у Новом Саду. Паралелно са драмским студијама, Прљета је уписао Ветеринарски факултет у Београду, који је касније напустио.
По окончању студија био је ангажован у сомборском Народном позоришту, а своју прву телевизијску улогу забележио је у серији Драгослава Лазића, Сељаци, која се премијерно приказивала од 2006. до 2008. године. У документарном пројекту Чујте Срби!: Арчибалд Рајс у Србији, Прљета се остварио као наратор. Значајнији раст популарности остварио је неким од наредних улога у телевизијским пројектима. Поред глуме, бави се режијом и продукцијом. Заједно с Миланом Гутовићем и Небојшом Дугалићем, у каснијим извођењима Марком Гвером, изводио је представу Арт, за коју је такође потписао и режију. Једна од главних улога додељена му је и у филмском пројекту Тезгароши чији је почетак снимања најављен 2017. године.
Добитник је више награда и признања за глумачка остварења. Са супругом Љубицом живи у Београду.

## Улоге

### Позоришне представе
| Наслов                          | Улога                             | Редитељ               | Позориште                       | Премијера           |
| ------------------------------- | --------------------------------- | --------------------- | ------------------------------- | ------------------- |
| Опсада цркве Светог спаса       | Радоња                            | Кокан Младеновић      | Народно позориште Сомбор        | 23. фебруар 2002.   |
| Баханалије                      |                                   | Кокан Младеновић      | Народно позориште Суботица      | 18. октобар 2002.   |
| Мајстор и Маргарита             |                                   | Кокан Младеновић      | Народно позориште Сомбор        | 22. март 2003.      |
| Кола мудрости - двоја лудости   | Глумов                            | Предраг Штрбац        | Народно позориште Суботица      | 8. јун 2003.        |
| Лажни напад - погрешна одбрана  | Ричард Фостер                     | Љубослав Мајера       | Народно позориште Суботица      | 24. октобар 2003.   |
| Музиканти                       | Лопов Мордијан                    | Владимир Предмерски   | Дечје позориште Суботица        | 24. октобар 2003.   |
| Авион бегунац                   | Рамзес                            | Немања Петроње        | Народно позориште Суботица      | 31. јануар 2004.    |
| Ноћ лудака у Господској улици   | Доктор Иван Моровић               | Радослав Миленковић   | Народно позориште Сомбор        | 1. октобар 2004.    |
| Немирко и Свемирко              | Цуцлиша                           | Саша Торлаковић       | Народно позориште Сомбор        | 24. новембар 2004.  |
| Балкански шпијун                | ВИС Рамбадеус - Вокални солиста 3 | Кокан Младеновић      | Народно позориште Сомбор        | 29. јануар 2005.    |
| Мрачна комедија                 | Бринзли Милер                     | Оља Ђорђевић          | Народно позориште Сомбор        | 19. март 2005.      |
| Парадокс                        | Други момак демократа             | Егон Савин            | Народно позориште Сомбор        | 7. октобар 2005.    |
| Клопка                          | Велечасни Максимен                | Марко Манојловић      | Народно позориште Сомбор        | 17. децембар 2005.  |
| Лажа и паралажа                 | Мита                              | Горчин Стојановић     | Народно позориште Сомбор        | 17. март 2006.      |
| Моја домовина - Седам снова     | Етеокле, Полиник, Хемон           | Никита Миливојевић    | Битеф театар                    | 7. јун 2006.        |
| Гагаринов пут                   | Том                               | Маја Милатовић Овадиа | Битеф театар                    | 3. фебруар 2007.    |
| Ненаграђени љубавни труд        | Мољац                             | Никита Миливојевић    | Битеф театар                    | 26. јул 2007.       |
| Мирандолина                     | Маркиз од Форлипополија           | Филип Гринвалд        | Народно позориште Сомбор        | 2. новембар 2007.   |
| У лову на бубашвабе             | Службеник, Бескућник, Цензор      | Вељко Мићуновић       | Југословенско драмско позориште | 27. новембар 2007.  |
| Плава птица                     | Време                             | Никита Миливојевић    | Позориште „Бошко Буха”          | 26. новембар 2008.  |
| Харман                          | Судија                            | Предраг Штрбац        | Атеље 212                       | 13. децембар 2008.  |
| Зимске баште                    |                                   | Никита Миливојевић    | Битеф театар                    | 27. фебруар 2009.   |
| Буба у уху                      | Камиј Шандебиз                    | Оља Ђорђевић          | Народно позориште Сомбор        | 16. април 2009.     |
| Пројекција                      | Гордан                            | Борис Лијешевић       | Народно позориште Сомбор        | 8. октобар 2009.    |
| Расправа                        | Меслис, Нон персона 1             | Александру Дарије     | Југословенско драмско позориште | 14. октобар 2009.   |
| Женидба                         | Кочкарјов                         | Ана Ђорђевић          | Народно позориште Сомбор        | 24. септембар 2010. |
| Окупација                       | Лаза Костић                       | Душан Петровић        | Народно позориште Сомбор        | 25. новембар 2011.  |
| Живот је пред тобом             | Доктор Кац                        | Вељко Мићуновић       | Београдско драмско позориште    | 18. децембар 2010.  |
| Том Сојер и ђавоља посла        | Шериф Гај Клевр                   | Јован Грујић          | Позориште „Бошко Буха”          | 13. март 2011.      |
| Карамазови & Сабласни Ерос      | Митја Фјодорович                  | Владимир Лазић        | Позориште Славија               | 14. септембар 2013. |
| Правац Европа                   |                                   | Велимир Митровић      | Позориште Славија               | 19. новембар 2013.  |
| Курве                           | Тони                              | Јана Маричић          | Народно позориште Сомбор        | 7. фебруар 2014.    |
| Ујеж                            | Гдин Сушић                        | Иван Бекјарев         | Позориште Славија               | 18. октобар 2014.   |
| Опасна игра                     | Даниел                            | Велимир Митровић      | Позориште Славија               | 22. октобар 2014.   |
| Арт                             | Серж                              | Миљан Прљета          | Београдско драмско позориште    | 21. фебруар 2015.   |
| Како су погинули Мирко и Славко | Мирко                             | Миљан Прљета          | Позориште Славија               | 5. јун 2016.        |
| Генерална проба Нушића          | Милутин                           | Миљан Прљета          | Позориште Славија               | 20. октобар 2016.   |
| Коферче                         |                                   | Оља Ђорђевић          | Опера и театар Мадленијанум     | 12. април 2019.     |
| Чардак ни на небу ни на земљи   | Отац                              | Јана Маричић          | Позориште „Бошко Буха”          | 9. април 2022.      |
| Убиство у Оријент експресу      | Мишел кондуктер / главни келнер   | Даријан Михајловић    | Позориште „Бошко Буха”          | 25. септембар 2022. |
| Црни лептир                     | Јован                             | Марко Јовичић         | Позориште на Теразијама         | 28. октобар 2022.   |

### Филмографија
|                   | 2000▼ | 2010▼ | 2020▼ | Укупно |
| ----------------- | ----- | ----- | ----- | ------ |
| Дугометражни филм | 0     | 3     | 2     | 5      |
| ТВ филм           | 0     | 0     | 0     | 0      |
| ТВ серија         | 2     | 9     | 8     | 19     |
| Кратки филм       | 0     | 1     | 0     | 1      |
| Укупно            | 2     | 13    | 10    | 25     |

| Год.       | Назив                                  | Улога                     |
| ---------- | -------------------------------------- | ------------------------- |
| 2000-е▲    |                                        |                           |
| 2007—2008. | Сељаци (серија)                        | Сердар                    |
| 2008.      | Последња аудијенција (серија)          | Коста Таушановић          |
| 2010-е▲    |                                        |                           |
| 2010.      | Мртав човек не штуца (кратки филм)     | Сиковић                   |
| 2012.      | Вир                                    | Маре                      |
| 2013—2015. | Звездара (серија)                      | Душан                     |
| 2014.      | Чујте Срби!: Арчибалд Рајс у Србији    | наратор                   |
| 2018.      | Војна академија (серија)               | Радомир                   |
| 2018—2019. | Истине и лажи (серија)                 | Дејан Машић               |
| 2018.      | Краљ Петар Први                        | Помоћник нишанџије Сретен |
| 2019.      | Краљ Петар Први (серија)               | Помоћник нишанџије Сретен |
| 2019.      | Пет (серија)                           | Банкар Антић              |
| 2019.      | Државни службеник (серија)             | Милицин дечко             |
| 2019.      | Јунаци нашег доба (серија)             | Редар у казину            |
| 2019—2020. | Црвени месец (серија)                  | Војислав Воја Танкосић    |
| 2019.      | Нек иде живот (серија)                 | Зоза Нинковић             |
| 2020-е▲    |                                        |                           |
| 2020—2021. | Тате (серија)                          | Тома Дугошија             |
| 2020.      | Неки бољи људи (серија)                | Окета                     |
| 2020.      | Тајне службе Србије (серија)           | Пуковник Владимир Калечак |
| 2021.      | Дрим тим (серија)                      | Преговарач из Звезде      |
| 2022.      | Сложна браћа: Нова генерација (серија) | Човек 'X'                 |
| 2022.      | Порно прича                            | Грга                      |
| 2022.      | Игра судбине (серија)                  | Лазар „Лаза” Пиштало      |
| 2022.      | Ала је леп овај свет                   | Синиша                    |
| 2022—2023. | Шетња са лавом (серија)                | Синиша                    |
| 2023.      | Закопане тајне (серија)                | Вања Виготски             |
| 2023-2025. | Камионџије д.о.о.                      | инспектор Вуле            |
| 2024.      | Радио Милева                           | Оливер                    |
| 2024.      | Време смрти                            | Енес                      |
| 2024.      | Нобеловац                              | Добрица Ћосић             |
| 2025.      | Ургентни центар                        | Сава Караклајић           |
| 2025.      | Обичаји                                | полицајац                 |

### Синхронизације
| година | изворни назив | дистрибуција на српском            |
| ------ | ------------- | ---------------------------------- |
| 2018.  | Two tails     | Том и Боб - мисија спасавања света |

### Спотови
- Сергеј Ћетковић — 25. сат (2019)[91]

## Награде и признања
| Година | Остварење       | Награда                                                                                               |
| ------ | --------------- | --- |
| 2006.  | Лажа и паралажа | Награда из фонда „Дара Чаленић“ за најбољег младог глумца на 51. Стеријином позорју                   |
| 2010.  | Женидба         | Награда за најбоље глумачко остварење на фестивалу „18. Вршачка позоришна јесен“                      |
| 2011.  | Женидба         | Награда вечери „Зоранов брк“ за глумачку бравуру на фестивалу XX „Дани Зорана Радмиловића“ у Зајечару |
| 2020.  | Тате            | Београдски победник                                                                                   |